# Bihar

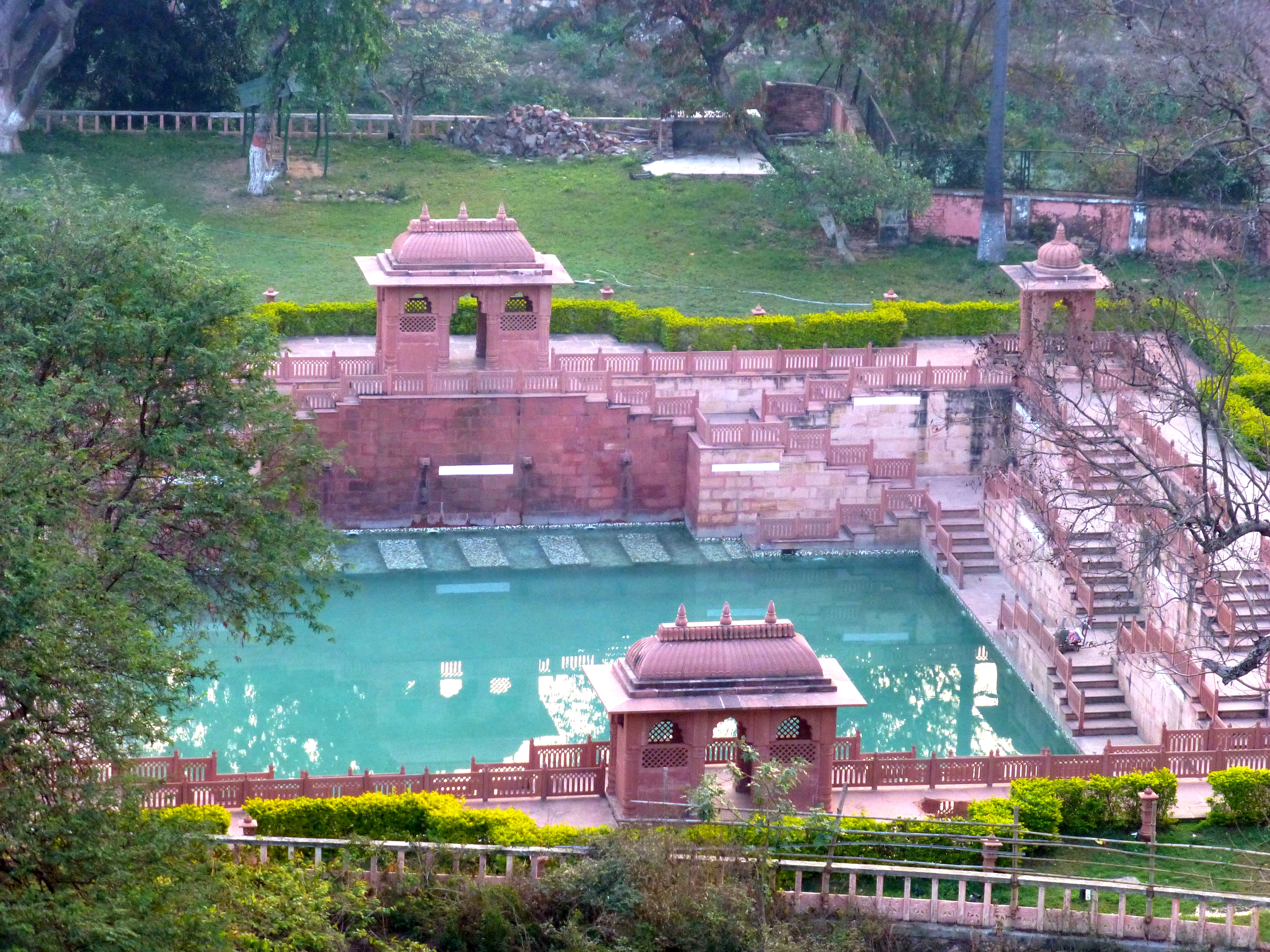
Izvoarele fierbinți Brahma Kund în orașul Rajgir

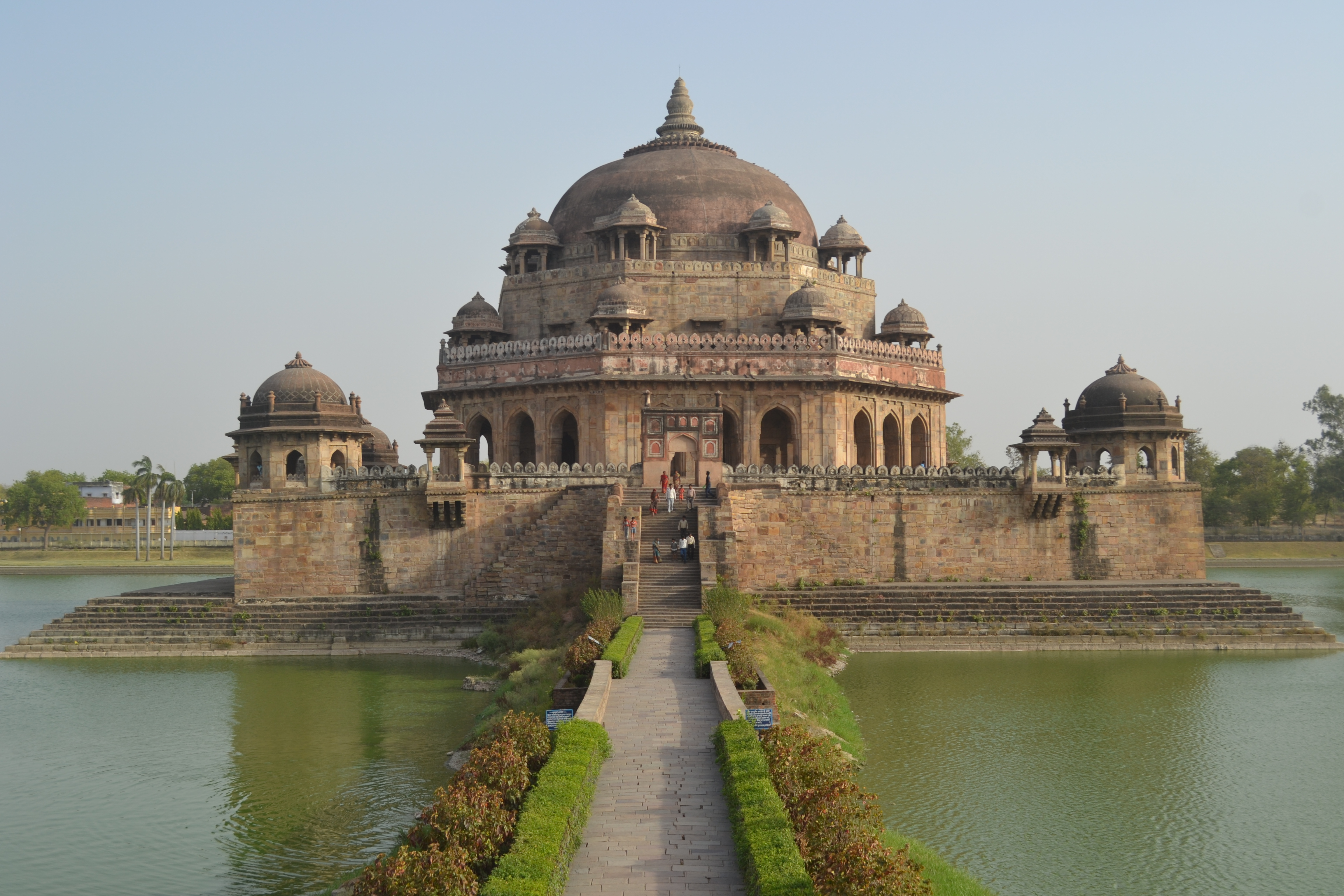
Cavoul lui Sher Shah Suri în orașul Sasaram

Bihar (बिहार din sanscrită lăcaș) este un stat din estul Indiei. Este al treilea stat după populație cu 104.099.452 locuitori și al doisprezecelea după teritoriu cu o suprafață de 94.163 km2. Se învecinează cu Uttar Pradesh la vest, cu Nepalul la nord, cu Bengalul de Vest la est și cu Jharkhandul la sud. Câmpia Biharului este străbătută de fluviul Gange, care curge de la vest la est. Statul cuprinde trei regiuni cultural-istorice: Magadh, Mithila și Bhojpur. Biharul este și a trei entitate subnațională în lume după populație.
Pe 15 noiembrie 2000 din districtele de sud ale Biharului a fost format noul stat Jharkhand. Doar 13% din populația Biharului locuiește la oraș, ceea ce este cea mai joasă proporție în India după Himachal Pradesh. În plus, aproape 58% din biharezi au mai puțin de 25 de ani, făcând ca Biharul să aibă cel mai înalt procentaj de tineret dintre toate statele indiene. Limbile oficiale sunt hindi (vorbită de 25,54% dintre locuitori) și urdu (8,42%). Alte limbi locale, clasificate ca dialecte hindi la recensăminte, sunt bhojpuri (24,86%), maithili (12,55%) și magadhi (10,87%). Majoritatea locuitorilor profesează hinduismul - 82,69%, iar 16,87% sunt musulmani.
În India antică și cea clasică teritoriile Biharului de astăzi erau considerate un centru al puterii, științei și culturii. Din Magadha s-a extins primul imperiu indian, Imperiul Maurya, dar și una dintre religiile mondiale - budismul. Imperiile din Magadha, mai ales sub dinastiile Maurya și Gupta, au unificat o mare parte a Asiei de Sud. O altă regiune a Biharului este Mithila, care a fost un centru timpuriu al științei și nucleul regatului Videha.
De la sfârșitul anilor 1970 Biharul a rămas în urma altor state indiene în privința dezvoltării sociale și economice. Mai mulți economiști și sociologi susțin că aceasta este rezultatul direct al politicilor guvernului central, precum sponsorizarea materiilor prime, apatia sa față de Bihar, lipsa subnaționalismului biharez și înțelegerea Permanent Settlement din 1793 dintre moșierii din Bihar și Compania Britanică a Indiilor de Est. Totuși, guvernul regional a realizat pași importanți în vederea dezvoltării statului. Măsurile guvernamentale au generat accelerarea dezvoltării economice prin investiții sporite în infrastructură, îmbunătățirea instituțiilor de ocrotire a sănătății, susținerea educației și reducerea crimei și a corupției.